# Sardijnse grottensalamander
De Sardijnse grottensalamander (Speleomantes genei) is een salamander uit de familie longloze salamanders of Plethodontidae.

## Naam en indeling
De salamander wordt ook aangeduid met de namen Zuid-Sardijnse grottensalamander en West-Sardijnse grottensalamander.
De soort werd voor het eerst wetenschappelijk beschreven door Coenraad Jacob Temminck en Hermann Schlegel in 1838. Oorspronkelijk werd de wetenschappelijke naam Salamandra genei gebruikt. De soort werd in het verleden zowel tot de geslachten Hydromantes als Atylodes gerekend, waardoor de literatuur niet eenduidig is.

## Uiterlijke kenmerken
De salamander kan tot 12 centimeter lang worden, de vrouwtjes worden gemiddeld iets langer dan de mannetjes. De salamander heeft een bruine lichaamskleur die echter variabel is. De kleur varieert van zwart tot lichtbruin met lichtere flanken en een nog lichtere buik. Roodbruine tot blauwzwarte exemplaren komen echter ook voor. Het lichaam heeft duidelijk zichtbare costale groeven aan de flanken waaraan de soort te herkennen is. De staart is cilindrisch van vorm en is korter dan het lichaam.

## Verspreiding en habitat
De Sardijnse grottensalamander leeft alleen in het zuidelijke deel van Sardinië, een eiland voor de kust van Italië, en hoewel de salamander daar nog redelijk algemeen voorkomt is de soort vanwege dit kleine verspreidingsgebied erg kwetsbaar. De habitat bestaat uit rotsige poeltjes bij kalkrijke rotsformaties waar een vochtige blader- of moslaag is omdat de salamander door de huid ademhaalt en niet tegen droogte kan. Alleen in koele grotten kan het dier overleven, waar de temperatuur beneden de 18 graden is. Aan hogere temperaturen heeft deze soort een hekel. Het is een van de weinige salamandersoorten die goed kan klimmen en klautert over de rotsen op zoek naar voedsel. Op het menu staan insecten die met de lange schiettong gevangen worden, net zoals een kameleon, maar de salamander heeft een relatief kortere tong.